# Икономика на благосъстоянието
Икономика на благосъстоянието е дял на икономиката, който използва микроикономически техники, за да оцени икономическото благосъстояние, особено по отношение на конкурентното общото икономическо равновесие в дадена икономика по икономическа ефикасност и произтичащото разпределение на доходите.
Икономика на благоденствието анализира социалното благоденствие, независимо от начина на измерване от гледна точка на икономическите активности на индивидите, които обхващат теоретично разглежданото общество. Като такива, индивидите, със съответните асоциирани икономически активности, са основните единици за агрегиране на социално благоденствие, независимо дали на група, общност или обществото като цяло, и няма „социално благоденствие“ извън „благоденствието“ асоциирано с индивидуалните единици.